# Carangoides coeruleopinnatus
Carangoides coeruleopinnatus és un peix teleosti de la família dels caràngids i de l'ordre dels perciformes.

## Morfologia
Pot arribar als 40 cm de llargària total.

## Distribució geogràfica
Es troba des de les costes de l'Àfrica oriental fins a Samoa, Tonga, Japó, Austràlia i Nova Caledònia.